# Soliskowe Czuby
Soliskowe Czuby (słow. Soliskové hrby) – cztery drobne turnie położone w Grani Soliska w słowackich Tatrach Wysokich. Od położonego na północ od nich Pośredniego Soliska oddziela je Leskowska Przełączka, natomiast od znajdującej się na południe pierwszej z Soliskowych Turni – Zadniej Soliskowej Turni – oddzielone są Pośrednią Soliskową Ławką.
W grani wyróżnia się od północy kolejno następujące turnie:
- Zadnia Soliskowa Czuba (Zadný Soliskový hrb),
- Pośrednia Soliskowa Czuba (Prostredný Soliskový hrb),
- Skrajna Soliskowa Czuba (Predný Soliskový hrb),
- Mała Soliskowa Czuba (Malý Soliskový hrb)[3][1].

Jako pierwsi grań Soliskowych Czub od Pośredniego Soliska na Pośrednią Soliskową Ławkę przeszli 19 lipca 1903 r. Karol Englisch i przewodnik Paul Spitzkopf senior.